# كأس أيرلندا الشمالية 2004–05
كأس أيرلندا الشمالية 2004–05 (بالإنجليزية: 2004–05 Irish Cup)‏ هو موسم من كأس أيرلندا. كان عدد الأندية المشاركة فيه  32، وفاز فيه بورتاداون.